# 博多駅前
博多駅前（はかたえきまえ）は、福岡市博多区の地名。現行の行政地名は博多駅前一丁目から四丁目まで。面積は760,590平方メートル (76.06 ha)。2023年9月末現在の人口は6,563人。郵便番号は812-0011。

## 地理
福岡市博多区の中部に位置し、博多駅の西側から西南側に広がる。
博多区の中心部である博多駅の博多口側や博多区のメインストリートである大博通りや住吉通りに面していることから、オフィス街・商業地域として発展している。またホテルや予備校、専門学校も多い。

### 河川
博多駅前の北北東側に次の河川が横断している。
- 御笠川（二級河川）

## 歴史

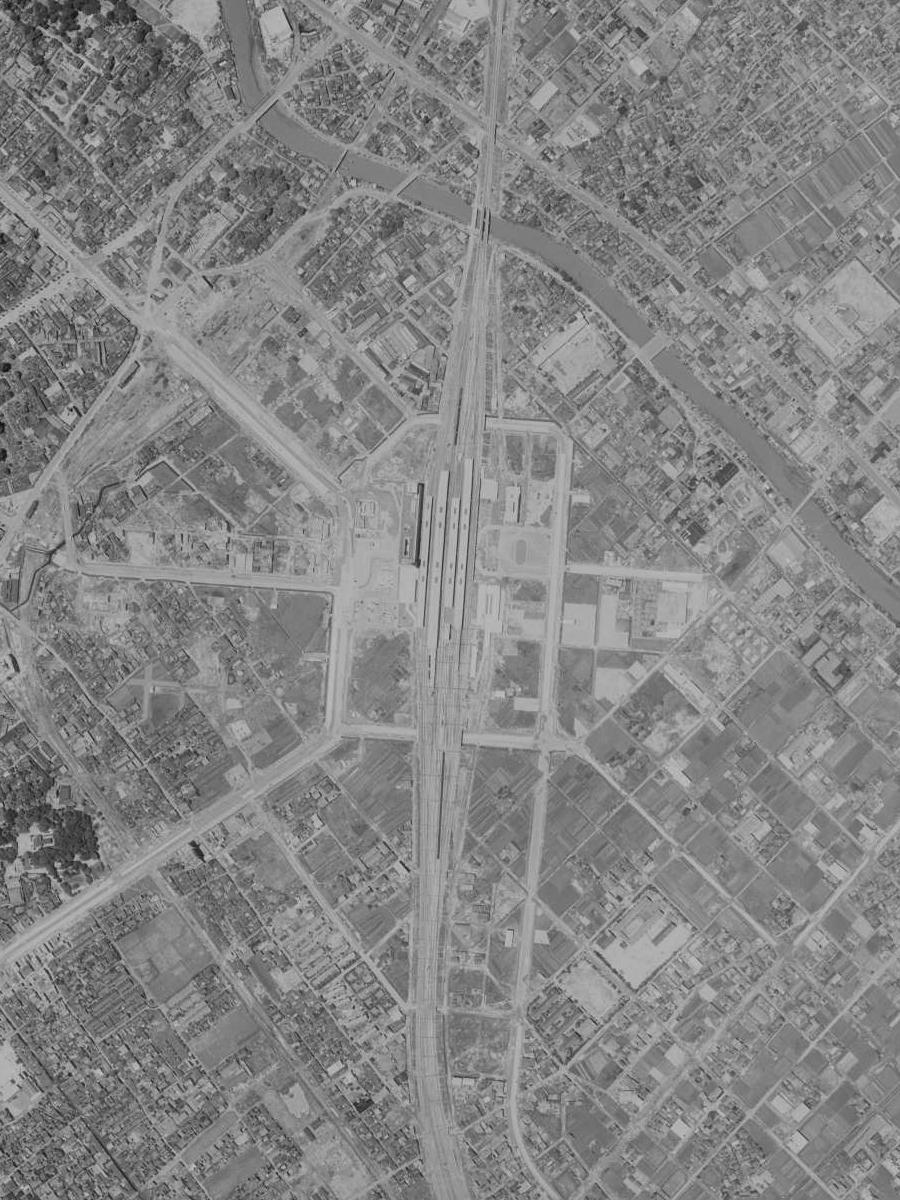
1964年撮影の博多駅周辺の航空写真。博多駅（中央）の左側一帯が現在の博多駅前。

1889年に開業した初代の博多駅は旧来の博多市街に接した場所（現在の出来町公園付近）に作られた。当時の鹿児島本線は西に向けて初代博多駅に入った後、現在の「博多駅前」の町境に沿うように南に急カーブを描いていた。「博多駅前」の大部分は当時の博多駅構内および駅裏にあたり、市街地化は進まなかった。
ホームが2面しかなかった博多駅は第二次世界大戦前には旅客・貨物がさばききれなくなる限界を迎えており、戦後の復興でますます混雑が激しくなった。その解決のためにはもはや駅の移設しか手はないように思われた。国鉄は、鹿児島本線の急カーブをショートカットするように博多駅裏の田畑に新たな線路を通し、その真ん中に高架化した新駅を作ってホームも多数確保することとした。新駅の周囲の田畑には区画整理によって新市街が作られた。新しい博多駅は1963年に開業し、以後新たな駅前にオフィスの集積が進んだ。

### 道路陥没事故
2016年（平成28年）11月8日に発生。

### 町域の変遷
| 住居表示実施後                   | 実施年月日         | 住居表示実施前（各大字の一部） |
| -------------------------------- | ------------------ | --- |
| 博多駅前一丁目から博多駅前四丁目 | 1969年（昭和44年） | 上辻堂町・下辻堂町・出来町・上祇園町・下祇園町・矢倉門町・上人参町・中人参町・松田町・馬場新町・明治町1丁目〜3丁目・三社町・音羽町・東領1丁目〜3丁目・中比恵町・大字住吉・大字春吉・大字犬飼・大字比恵 |

## 人口
博多駅前一丁目から四丁目までを合わせた人口の推移を福岡市の住民基本台帳（公称町別）に基づき示す（単位：人）。集計時点は各年9月末現在である。
- 2001年（平成13年）：4,129
- 2002年（平成14年）：4,226
- 2003年（平成15年）：4,388
- 2004年（平成16年）：4,535
- 2005年（平成17年）：4,743
- 2006年（平成18年）：4,857
- 2007年（平成19年）：4,991
- 2008年（平成20年）：5,176
- 2009年（平成21年）：5,297
- 2010年（平成22年）：5,628
- 2011年（平成23年）：5,791
- 2012年（平成24年）：5,864
- 2013年（平成25年）：6,006
- 2014年（平成26年）：6,124
- 2015年（平成27年）：6,421
- 2016年（平成28年）：6,503
- 2017年（平成29年）：6,532
- 2018年（平成30年）：6,402
- 2019年（令和元年）：6,563
- 2020年（令和2年）：6,631
- 2021年（令和3年）：6,607
- 2022年（令和4年）：6,606
- 2023年（令和5年）：6,563

## 主な施設
- 1丁目
  - 福岡市水道局

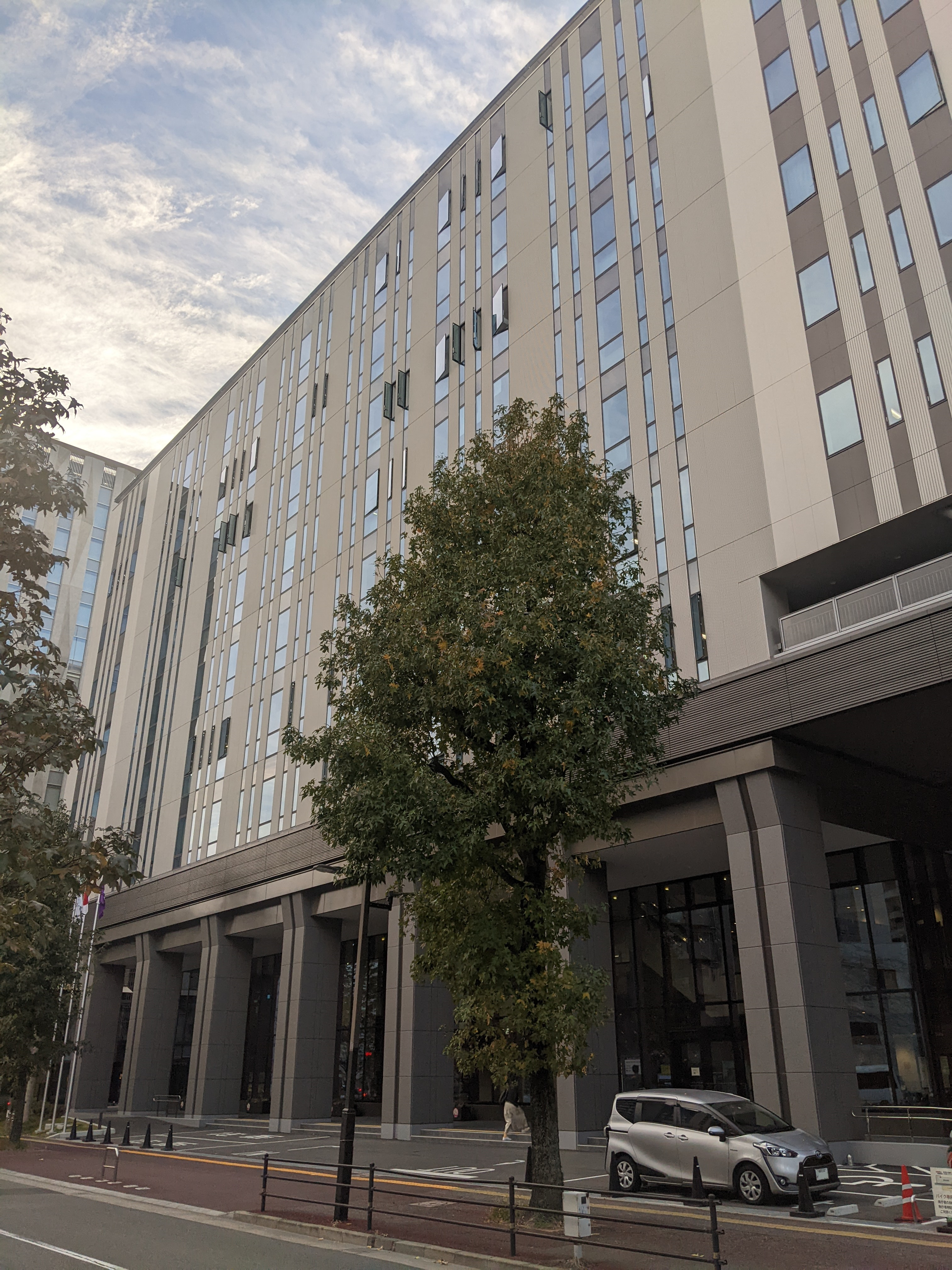
博多区役所

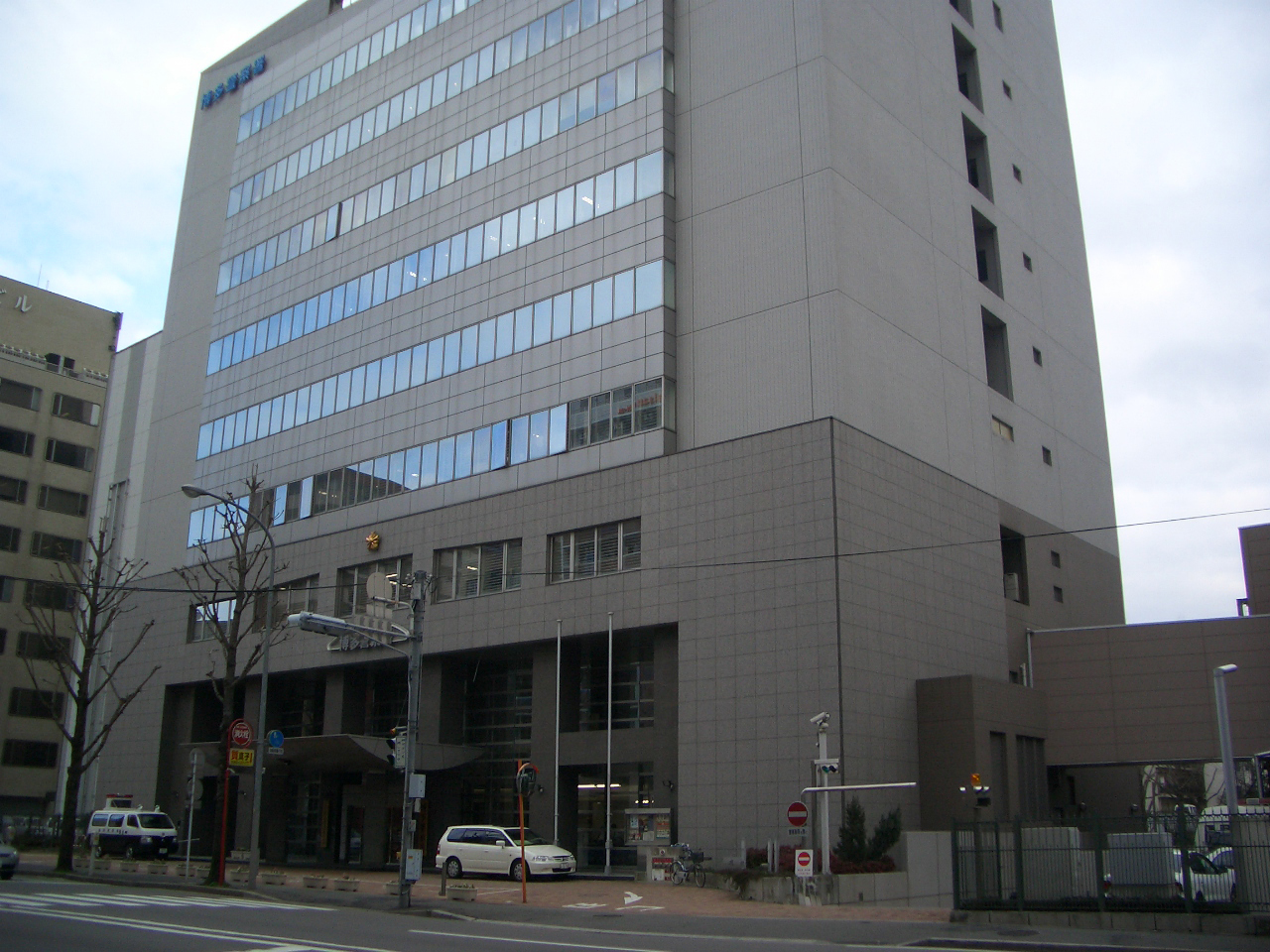
博多警察署

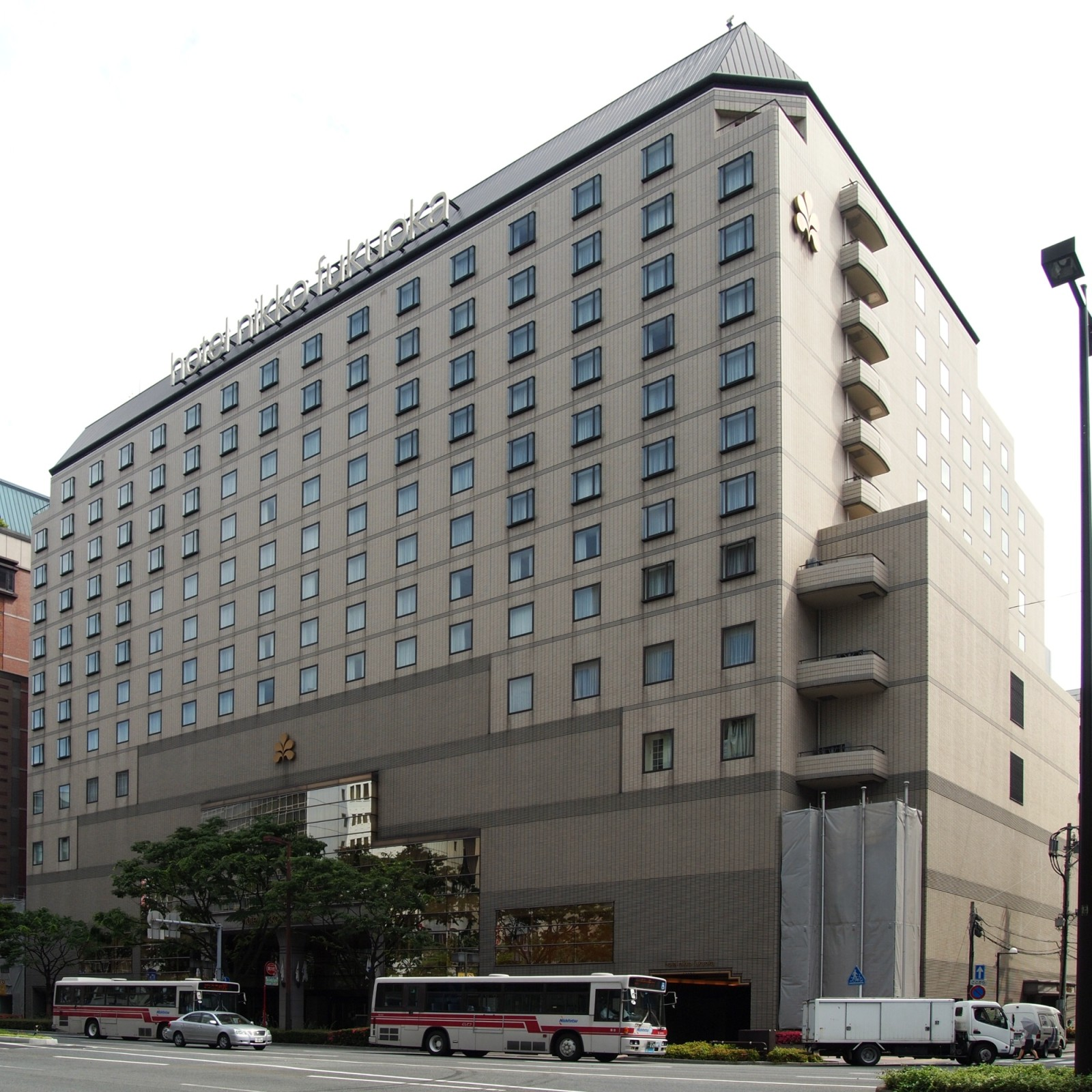
ホテル日航福岡

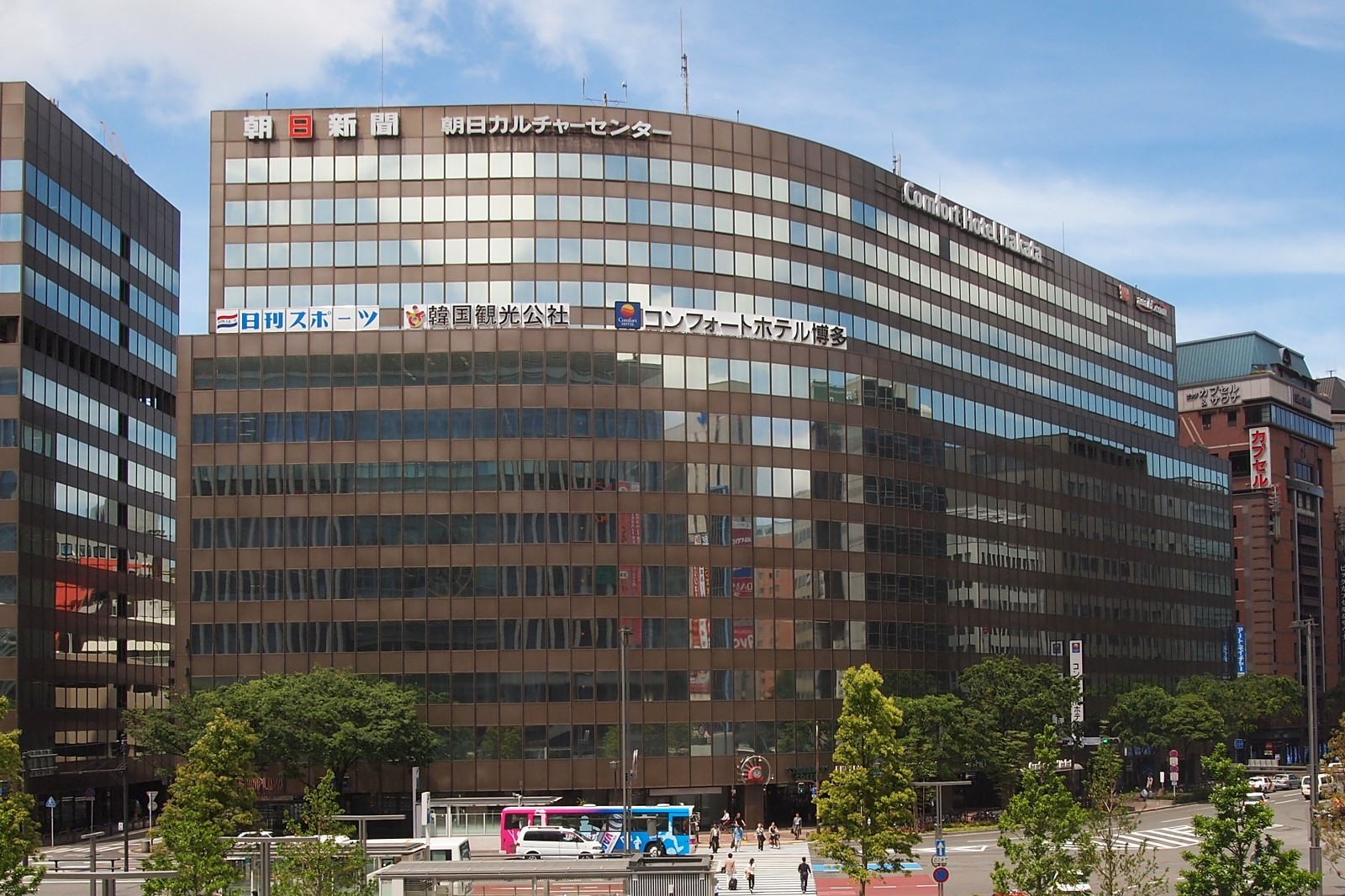
福岡朝日ビル

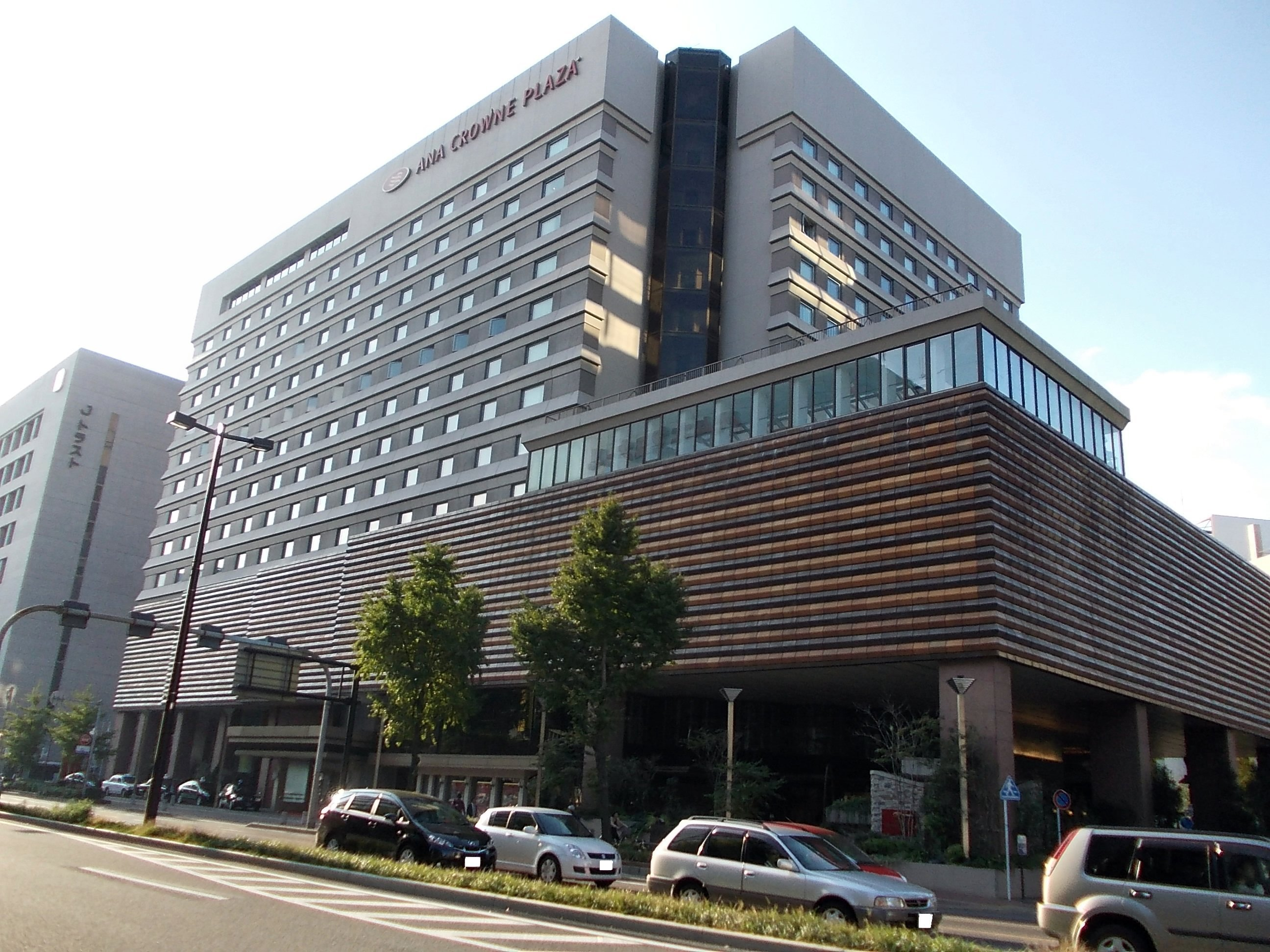
ANAクラウンプラザホテル福岡

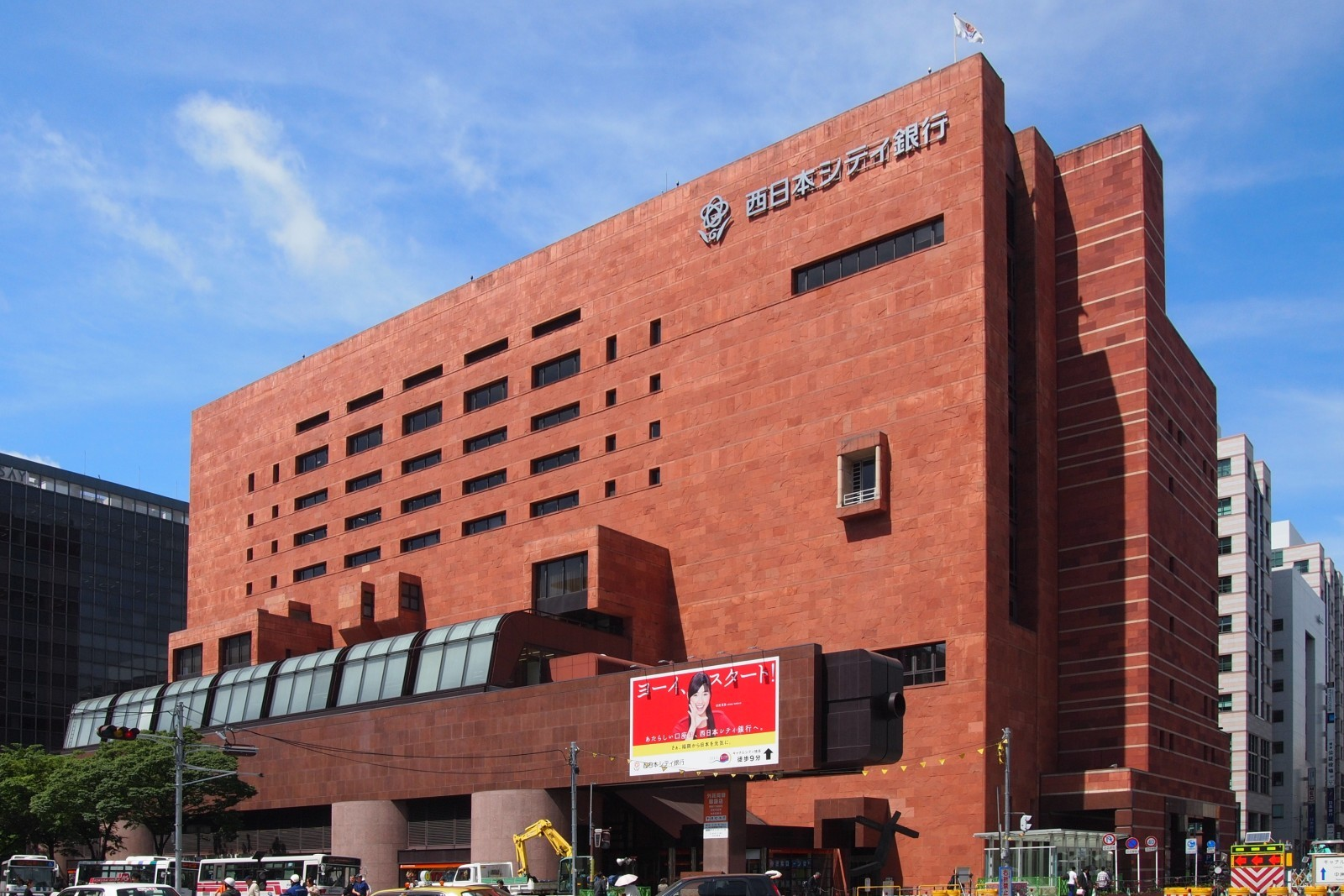
西日本シティ銀行本店（旧・福岡シティ銀行本店）

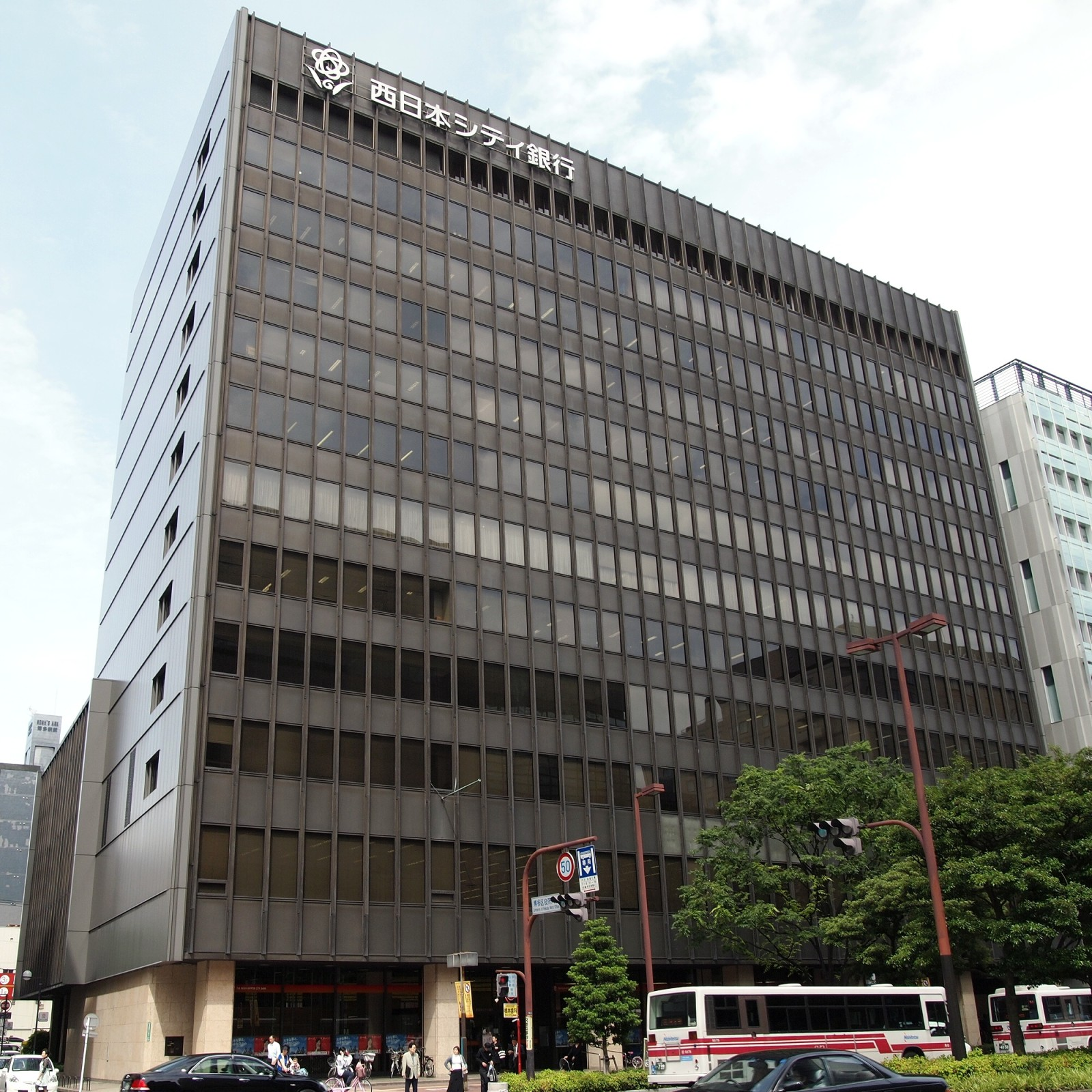
旧・西日本銀行（現・西日本シティ銀行）本店

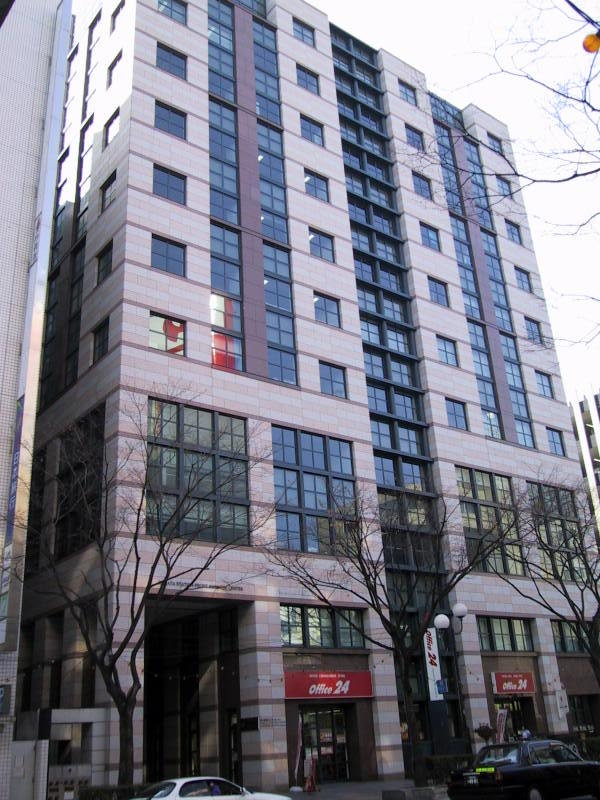
博多駅前ビジネスセンタービル。九州旅客鉄道本社が入る。

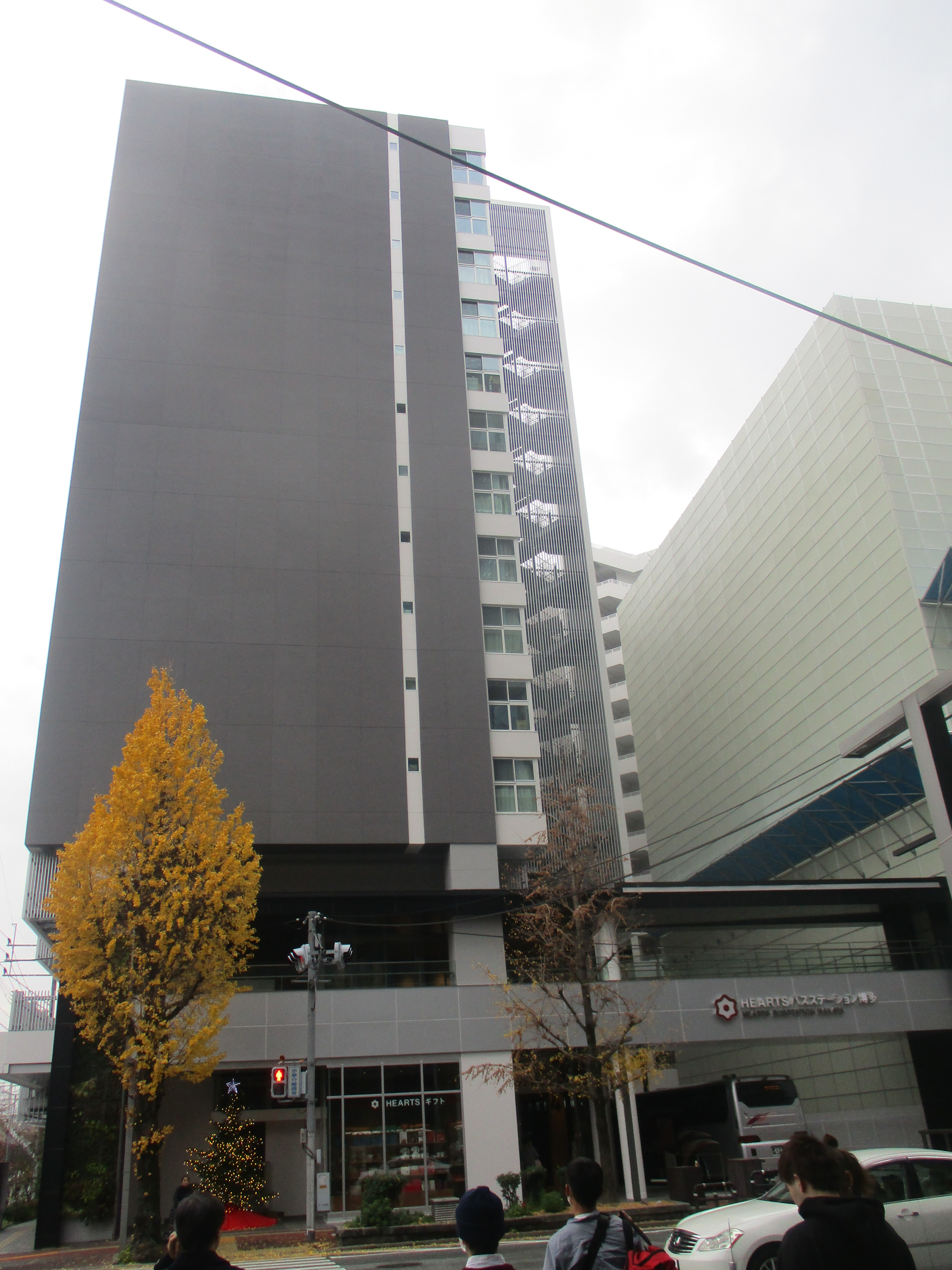
HEARTSバスステーション博多

  - 西日本シティ銀行本店別館ビル[注釈 1]
  - 西日本鉄道博多自動車営業所
  - 西鉄ホテル クルーム博多駅前[7]
  - NTT DATA 博多駅前ビル
  - 博多新三井ビル
  - 東横INN博多口駅前
  - 北九州予備校博多駅校

- 2丁目
  - 博多区役所
  - 福岡県警察博多警察署
  - 博多区保健福祉センター
  - 福岡商工会議所[8]
  - 福岡朝日ビル（朝日新聞福岡本部&コンフォートホテル博多）
  - ホテル日航福岡
  - 三井アーバンホテル福岡
  - ザ ロイヤルパークホテル 福岡
  - 福岡ファッションビル[注釈 2]
  - 大博多ビル
  - 損保ジャパン福岡ビル

- 3丁目
  - 九州旅客鉄道本社
  - 博多駅前ビジネスセンタービル
  - 西日本シティ銀行本店（旧・福岡シティ銀行本店）
  - 日本生命博多駅前ビル
  - 住友生命博多ビル
  - ANAクラウンプラザホテル福岡

- 4丁目
  - PayPayカード福岡本社（登記上の本店は東京都千代田区）
  - HEARTSバスステーション博多
  - 代々木ゼミナール福岡校
  - 福岡市消防局博多消防署

## 名所・旧跡
- 出来町公園 - 初代博多駅跡地の一部
- 承天寺

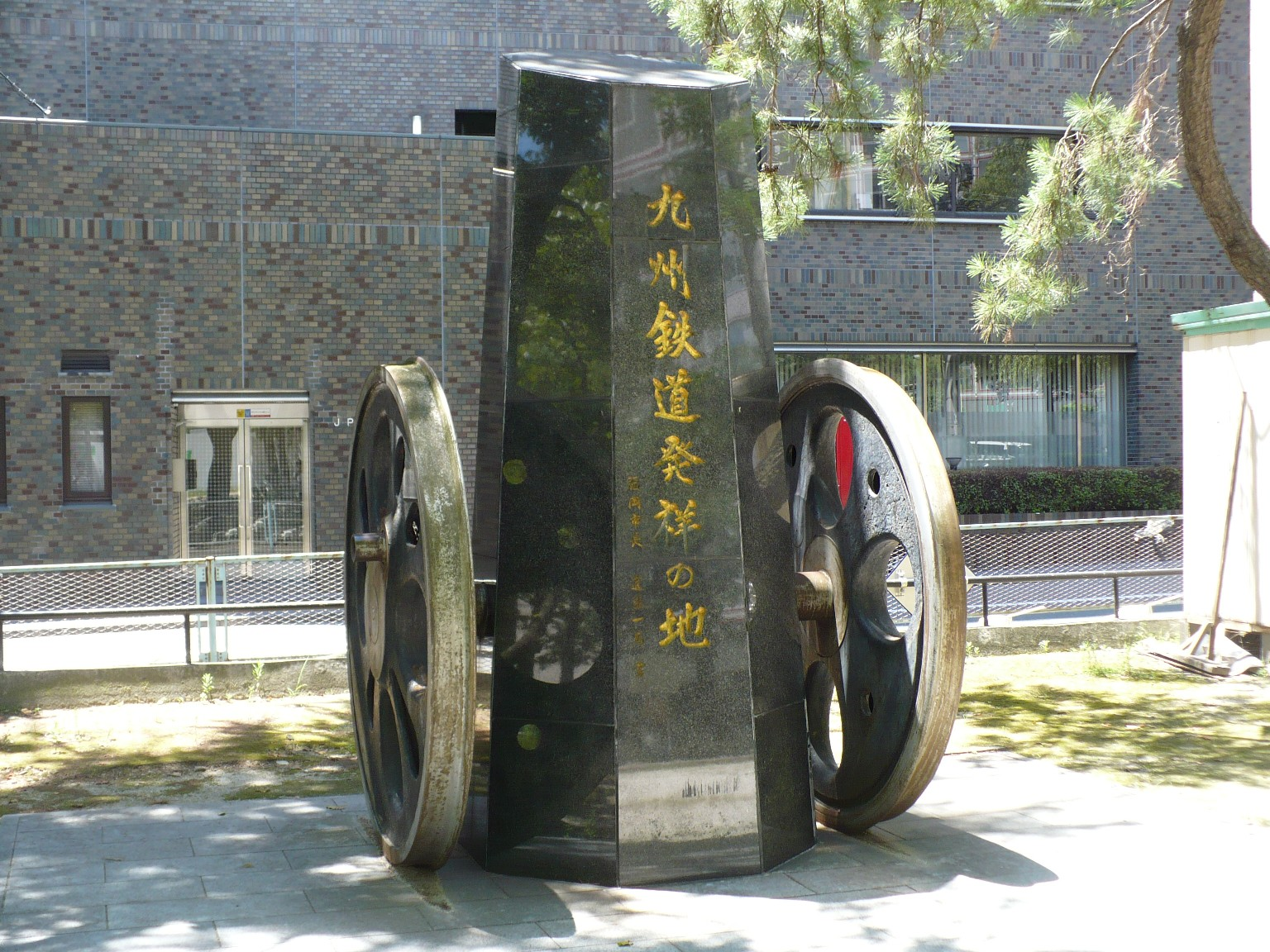
出来町公園にある九州鉄道発祥の地記念碑

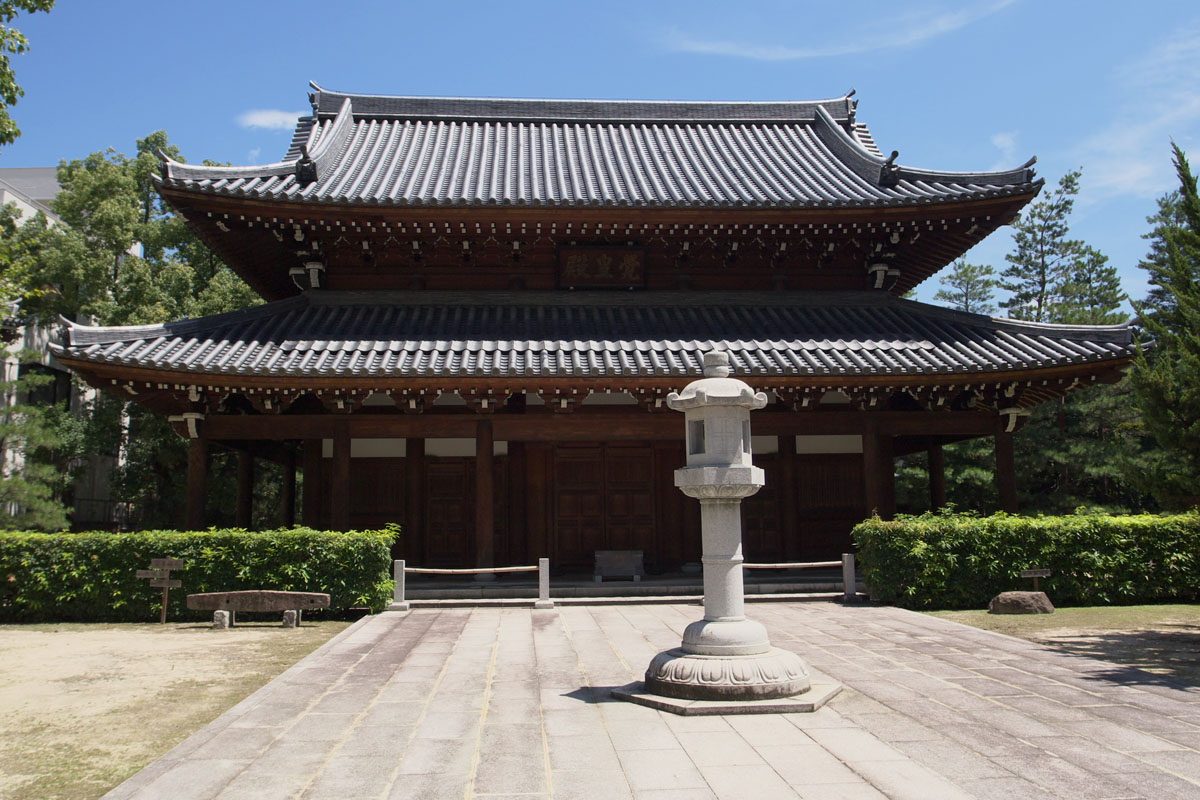
承天寺

- 謝国明の墓（通称・大楠様）[注釈 3]
- 若八幡宮

## 交通

### 道路

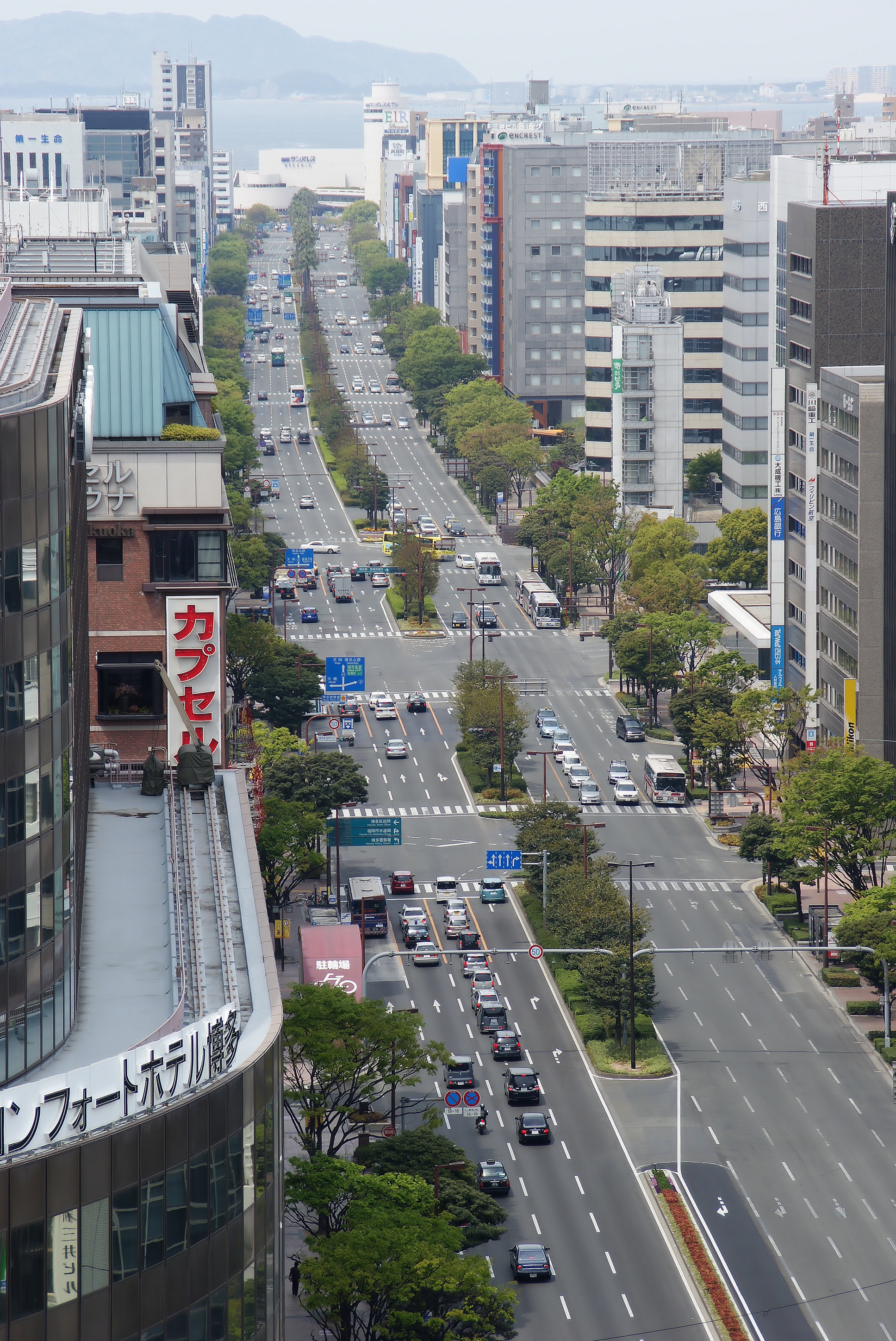
大博通り（奥は福岡サンパレス）

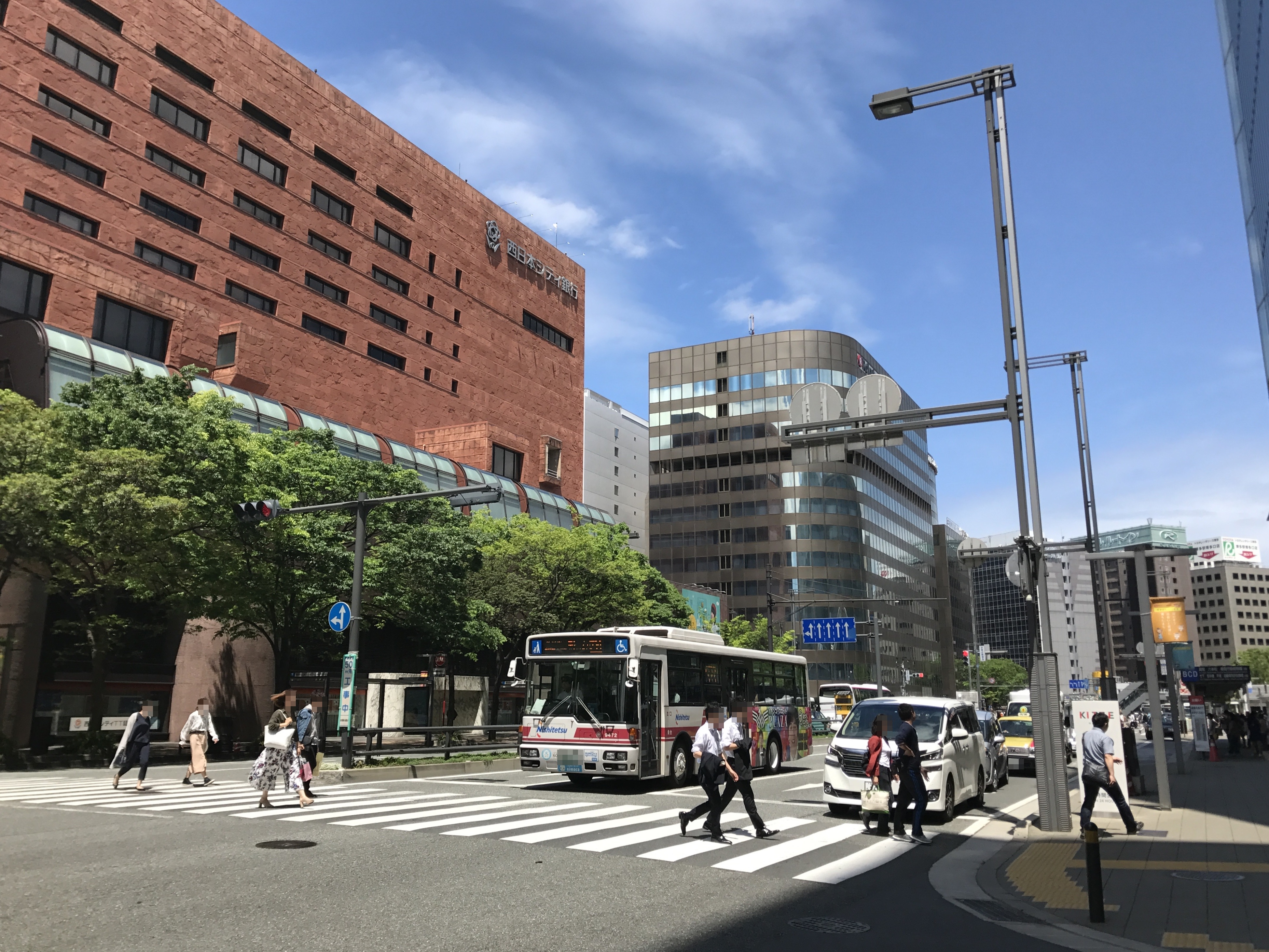
住吉通り（左は西日本シティ銀行本店）

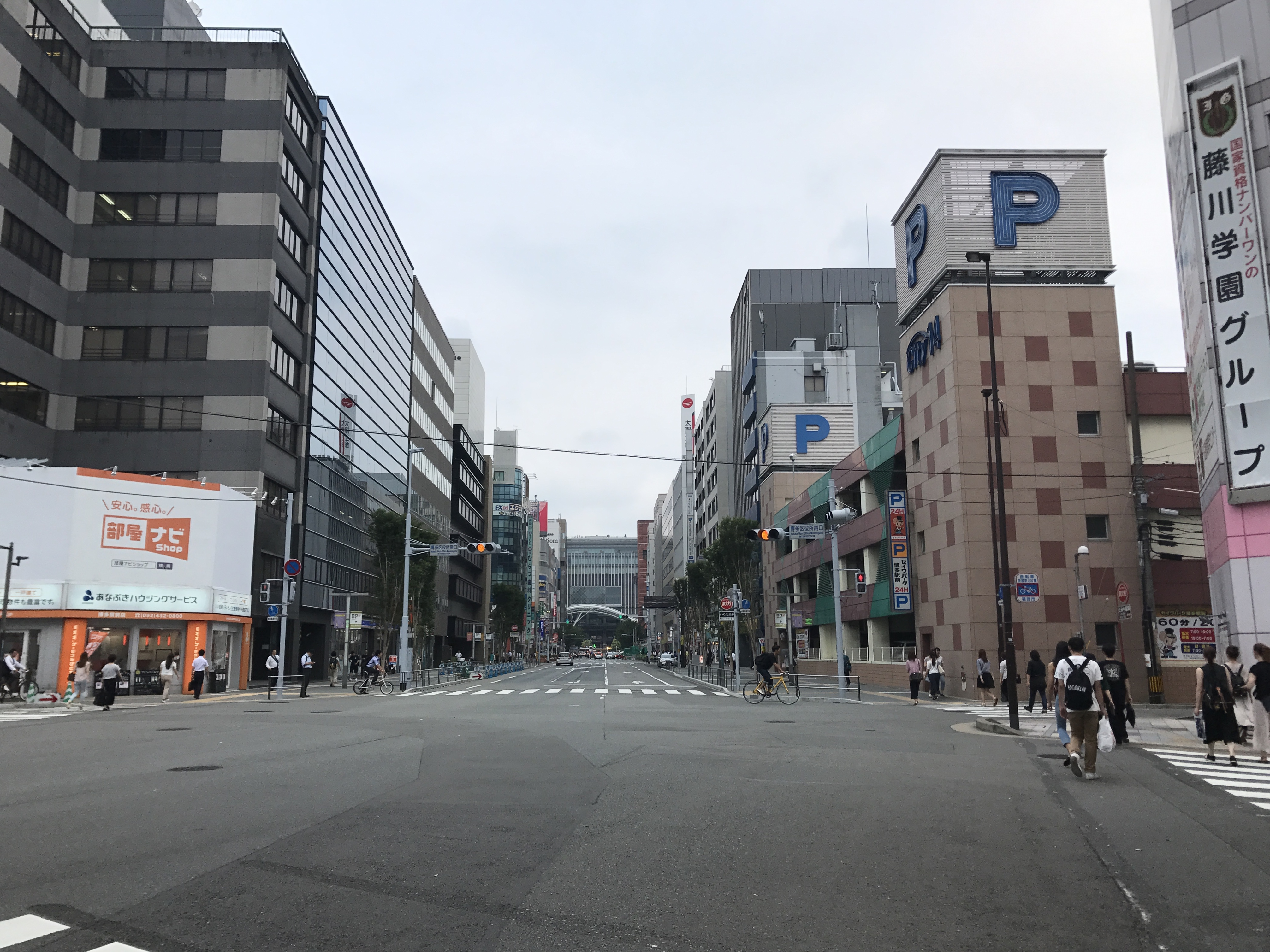
はかた駅前通り（奥が博多駅）

- 福岡県道43号博多停車場線（大博通り）
- 福岡市道博多駅草ヶ江線（住吉通り）
- 福岡市道博多駅前線（はかた駅前通り）
- 福岡市道御供所井尻3号線（祇園大通り）
- 福岡市道御供所井尻3号線（こくてつ通り）

### 鉄道
- JR九州
  - 鹿児島本線博多駅
  - 福北ゆたか線博多駅
  - 九州新幹線博多駅
- JR西日本
  - 山陽新幹線博多駅
- 福岡市地下鉄空港線
  - 博多駅
  - 祇園駅
- 福岡市地下鉄七隈線
  - 博多駅
  - 櫛田神社前駅

### バス
- 西鉄バス
  - テレQ前（片側のみ）
  - 祇園町
  - 博多駅センタービル前E
  - 博多駅西日本シティ銀行前F
  - 駅前三丁目
  - 駅前一丁目
  - 住吉四丁目
  - 駅前四丁目
  - 緑橋
  - 博多駅新三井ビル前
  - HEARTSバスステーション博多